# イズミル占領

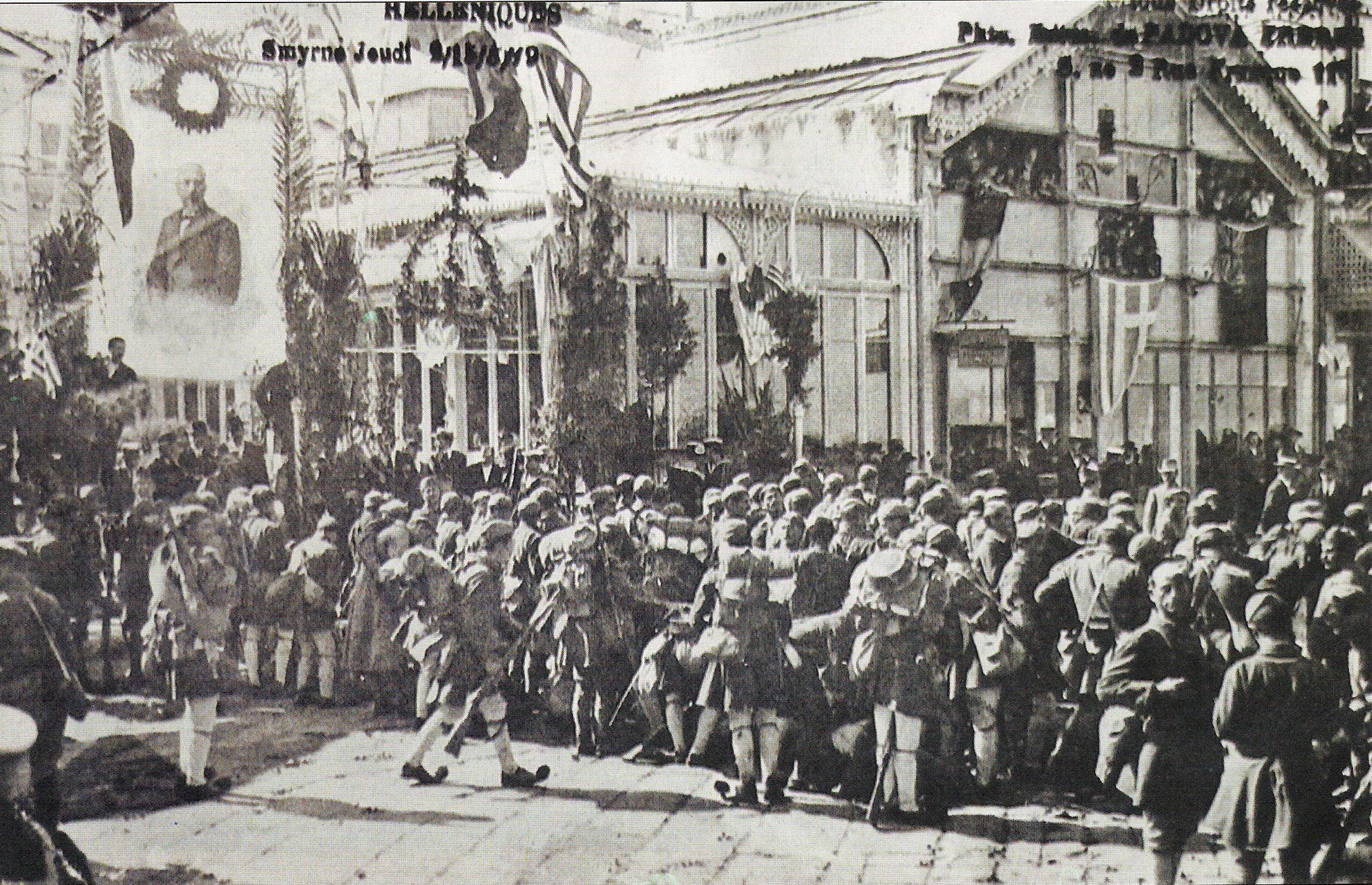
イズミルに上陸したギリシャ軍

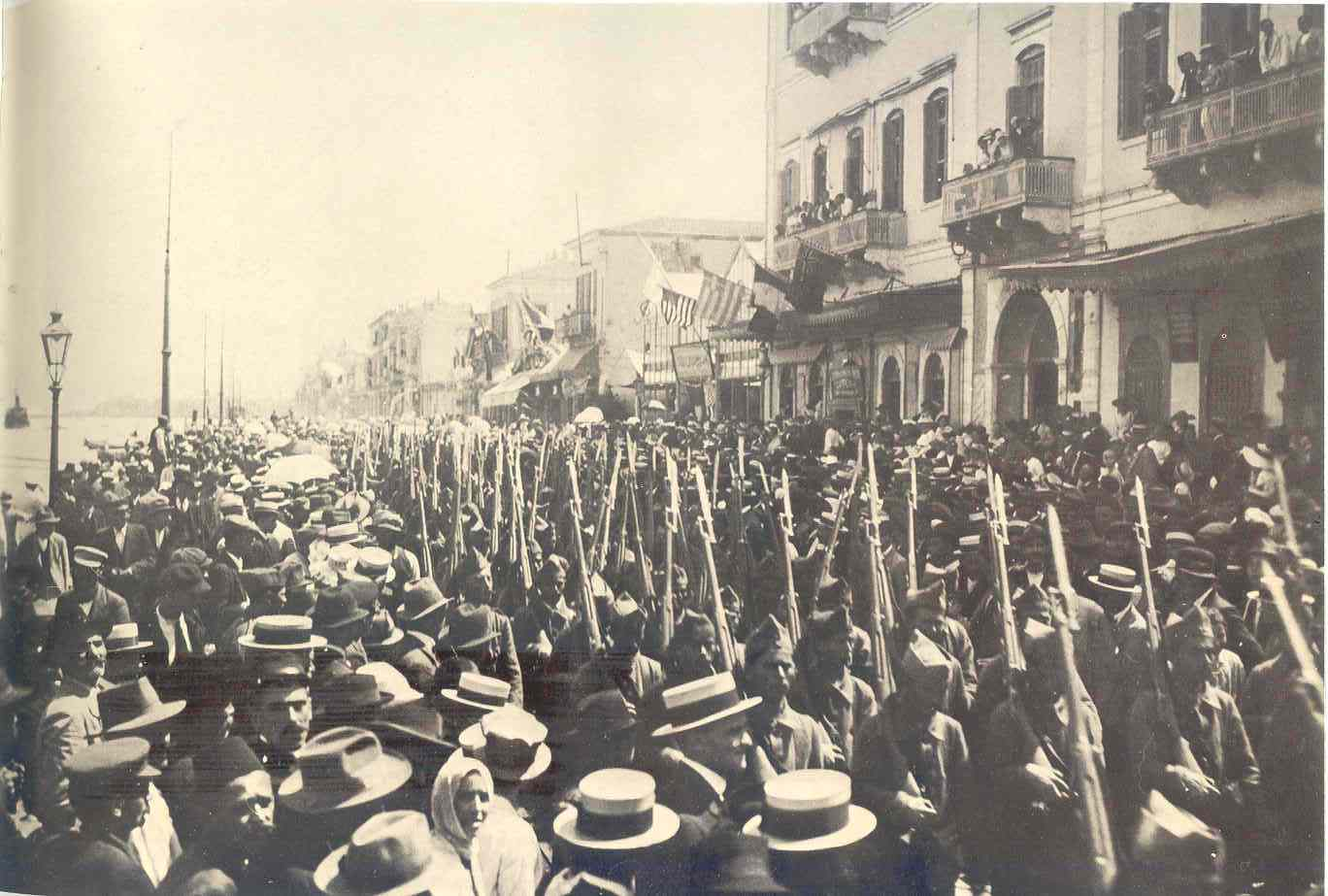
イズミルのコルドン (現在のアタテュルク通り)を行進するギリシャ兵

イズミル占領とは、1919年5月15日のギリシャ軍のイズミル上陸に始まり1922年9月9日のトルコ軍のイズミル入城まで続いたギリシャ王国によるイズミル市の占領である。占領は連合国の認可を受けギリシャ王国スミルナ高等弁務官アリスティディス・ステルジアディスの指揮のもと行われた。第一次世界大戦中、ギリシャ王国とオスマン帝国の間にはいかなる武力的衝突も発生しなかったため、ギリシャによるイズミル占領に関して連合国内でも論争があった。諸外国がギリシャによるイズミル占領を認めた主たる目的はアナトリアにおけるイタリア王国の権益を均衡化することにあった。イタリア、イギリス、フランスが1917年4月26日に結んだサン＝ジャン＝ド＝モーリエンヌ協定は、イタリア王国に約束されていたイズミル地域がギリシャによって占領されたため履行されなかった。ギリシャのこの行動は、トルコ解放戦争においてイタリア王国とトルコ民族運動とが接近する要因となった。イズミルの都市部とアイワルク、両都市間の海岸線、チェシメ半島、セルチュクやベルカーヴェ峠に至るイズミルの後背地も占領された。1920年4月以降、ギリシャ軍はイズミルから進軍し、ブルサ、エスキシェヒル、キュタヒヤ、カラヒサール・サーヒブといった西アナトリアの大部分を占領下においた。

## 占領の決定過程
イズミル占領の思惑は1919年2月中ごろ、ギリシャの首相ヴェニゼロスによって提言されイギリス首相ロイド・ジョージにより支持された。アメリカ大統領ウィルソンは、この提言に対し当初は断固反対したが、3月25日事件ではより柔軟な態度を示した。5月7日、イギリス、アメリカ、フランスは、ギリシャの艦隊をイズミルに送ることで合意し、この決定は5月15日に実施された。

## 占領のステイタス
ギリシャによる占領は、トルコとの講和条約の署名までの安全措置として提案された。（第一次世界大戦末期に署名されたムドロス休戦協定によると、講和条約が締結されるまで連合国が必要と認めた港湾及び戦略上の要地を占領する権利を有していた。）イズミルはギリシャに併合されず、ギリシャ軍の支配下でトルコの知事により統治された。
1920年8月10日に署名されたセーブル条約により、イズミルとアイワルクは5年間ギリシャの占領のもとオスマン帝国が主権下に残留し、その後の領有に関して住民投票が行われるという方向で決断がなされ、トルコの世論は、イズミル占領をトルコ国民に対する侮辱であり、ギリシャによる最終的な併合に向けた第一歩であると批判的に評価した。

## 占領の理由
イズミルのギリシャによる占領の最大の理由は、偽の報告書により当該地域におけるギリシャ系住民の数がトルコ系住民の数よりも多いとされたことであった。アメリカ大統領ウィルソンは当初これに反対したものの後に柔軟な態度をみせた。ウィルソンはイタリア軍が地中海地域に許可無く上陸したという情報を得た。イタリア軍がアナトリアの内部まで進出しはじめる可能性に疑念を持ち、イズミルに対するギリシャの権利主張に傾斜しはじめた。これをイタリア王国を処罰するための良い機会と捉えた。ギリシャ系住民に対する弾圧の物語は、ギリシャ軍によるイズミル占領の承認に影響を与えた。

## 占領当日
イズミル占領に先立ち、5月14日にイズミルの要塞地区が占領された。英軍部隊はカラブルンとウズンアダを、仏軍部隊はウルラとフォチャを、ギリシャ軍部隊はイェニカレを占領した。
1919年の5月15日午前、連合国艦隊の援護のもとギリシャ軍はイズミルの埠頭に上陸した。イズミルでは、これに対抗できる200名ほどの部隊が駐留しているに過ぎなかった。イズミルとその周辺に展開する部隊の指揮官アリ・ナーディル・パシャはギリシャ軍に抵抗しないよう、武器を連合軍に引き渡すよう、命令した。イズミルのギリシャ系住民が歓喜のデモンストレーションのなか閲兵式を行ったギリシャ軍に対して発砲したハサン・タフスィン・ベイは、ギリシャ兵一名を殺害したが、その直後に他のギリシャ兵により射殺された。このハサン・タフスィン・ベイの発砲がトルコ解放戦争を開始した「最初の一発」とされることがある (異説もある)。ギリシャ兵はこれに対抗して周囲に一斉射撃を始めた。兵舎にいた非武装のトルコ兵を目標にした一斉射撃は、彼等が投降したにもかかわらず続けられた。トルコ人将兵は銃床でなぐられ、銃剣で刺され殺害された。「万歳、ヴェニゼロス」と叫ぶことを拒んだ第17軍団徴兵局長スュレイマン・フェトヒ・ベイ大佐はエヴゾン兵たちにより銃剣で22箇所を刺され、病院で死亡した。第17軍団司令官アリ・ナーディル・パシャ准将はギリシャ兵たちから殴る蹴るの暴行を受けた。トルコ系住民に対する殺害、略奪、強姦が始まった。
イズミル占領の当日に約400名のトルコ人が、5月15日から16日にかけて周辺の村や郡で発生した事件では5000名のトルコ人が、殺害された。1919年5月19日付の『ニューヨーク・タイムズ』紙は、イズミル占領当日に800人のトルコ人と100人のギリシャ人が死亡したと報道した。5月15日までに合計約2万名のギリシャ兵がイズミルと周辺地域に進駐した。
5月16日、イズミルの占領を知った約800名のギリシャ系住民は、トルコ系の村々を襲い、無防備の住民を殺害、略奪を始めた。ウルラのトルコ系街区はギリシャ系により包囲された。これに対して、第56師団第173連隊連隊長キャーズム・ベイ中佐は、18人の兵士と何人かのジャンダルマとともに防衛組織を創設し、ギリシャ系住民による攻撃を撃退した。同日、この出来事を知った町のトルコ系住民はウルラの武器庫にあった武器と弾薬をとり、120人程度の民兵部隊を組織した。このようにして西アナトリア地方で最初の国民軍が誕生した。周辺地域において他の民兵組織も急速に創設された。